# Rasós de trobar
Les Rasós de trobar és un tractat de gramàtica escrit pel trobador català Ramon Vidal de Besalú (segle xii–segle xiii). El propòsit d'aquest llibre és d'ensenyar, gramaticalment, la manera correcta de compondre versos en occità (idioma que ell anomena llemosí) prenent com a norma els grans trobadors. És el primer tractat de gramàtica en llengua vulgar de la qual es té notícia i fou escrita durant el primer decenni del segle xiii.
Les circumstàncies en què es va gestar aquesta obra no són clares, però per l'anàlisi dels autors i textos que hi apareixen, se situa l'obra entre 1199 i 1213. Cal pensar que un text d'aquestes característiques anava destinat a un públic cortesà, tot i això, no hi ha cap mostra en el text que fos un text encarregat per cap cort a diferència d'altres gramàtiques occitanes com Donatz proensals d'Uc Faidit (ca. 1240), a petició de dos gentilhomes italians o les Regles de trobar de Jofre de Foixà (ca. 1290), a petició de Jaume II d’Aragó. De fet, segons el que diu Ramon Vidal en el text, sembla que la intenció del text no era destinada específicament a unes corts catalanes en concret sinó que cal pensar que s'adreçava a un públic més gran d'escriptors amateurs de poesia trobadoresca.
El tractat havia de servir per saber escriure poesia, ja que per Ramon Vidal de Besalú la rima no justifica en cap cas els errors gramaticals. A més, com a lector o oient, el text havia de servir també per destriar la bona poesia de la dolenta i per això, l'autor exemplifica els diversos errors amb exemples de trobadors. D'altra banda, el text serveix per dotar l'occità de dignitat i autoritat seguint el model llatí.
Es tracta d'un text força breu de caràcter estrictament gramatical que, seguint el model de les grammatica llatines, inclou la classificació de les paraules en vuit categories, n'explica els accidents i comenta alguns errors habituals amb les formes verbals. També inclou un cànon d'autors com a exemples d'aquests errors. Posteriorment, Jofre de Foixà escriu Regles de trobar (ca. 1286–1291) adreçat a aquells lectors que per desconeixement de la gramàtica llatina tinguessin dificultats de lectura de les Rasós que també inclou reflexions lingüístiques pròpies. En alguns manuscrits hi apareix una brevíssima Doctrina de compondre dictats, un text anònim que complementa bé el seu tractat gramatical.

Les Rasós de trobar també ens permet veure els usos de les diverses llengües segons els gèneres literaris. Així doncs, al pròleg de l'obra hi podem veure les convencions d'usos lingüístics de l'època que associava a cada un dels gèneres una llengua:
| « | La parladura francesa val mais et [es] plus avinenz a far romanz et pasturellas mas cella de Lemosin val mais per far vers et cansons et serventes. | La llengua francesa val més i és més adient per a fer narracions en vers i pastorel·les, però la llemosina val més per a fer versos i cançons i sirventesos. | » |

Mentre que l'èpica i la narrativa en vers cal ser escrita en francès, la lírica s'ha d'escriure en occità. El català encara no hi apareix atès que no serà fins a la redacció de les Cròniques i la gran obra de Ramon Llull que es marcarà l'inici d'una nova tradició textual en llengua catalana.